# Suszyna (województwo dolnośląskie)
Suszyna (niem. Dürrkunzendorf) – wieś w Polsce, położona w województwie dolnośląskim, w powiecie kłodzkim, w gminie Radków.
W latach 1975–1998 wieś administracyjnie należała do województwa wałbrzyskiego.

## Integralne części wsi
| SIMC    | Nazwa       | Rodzaj     |
| ------- | ----------- | ---------- |
| 0855010 | Boguszowice | przysiółek |
| 0855026 | Mrówieniec  | przysiółek |

## Położenie i geologia
Jest to niewielka wieś łańcuchowa w południowo-wschodniej części Wzgórz Ścinawskich. Leży na wysokości około 380–415 m n.p.m., w dość głębokiej dolince, którą spływa mały, bezimienny potok. Wzniesienia te zbudowane są z osadów czerwonego spągowca z wystąpieniami melafiru. Cenne są występujące w nim okazy minerałów i kamieni półszlachetnych (ozdobnych), szczególnie znajdowane tu szczotki ametystów i geody agatów. W przysiółku Suszyny – Mrówieńcu (niem. Finkenhübel b. Seifersdorf) w latach 1830–1840 wydobywano grafit wysokiej jakości.

## Historia
Suszyna zaliczana jest do najstarszych wsi ziemi kłodzkiej, została wspomniana po raz pierwszy w roku 1353 jako „czu dem dorryn Cunczendorf”, a w roku 1384 określona jako „Dorrenkunzendorf“. Przez niektórych historyków za założyciela wsi uważany jest rycerz Konrad de Reno, burgrabia kłodzki z czasów panowania na tych ziemiach księcia wrocławskiego Henryka Probusa (lata 1279–1290), który sam wzmiankowany jest w dokumentach w roku 1281. W latach 1765–1782 połowa wsi była w posiadaniu von Hemma, natomiast drugą część posiadał von Haugwitz z Piszkowic.
W roku 1840 część wsi należała do hr. Magnisa, natomiast część z folwarkiem, kamieniołomem i wapiennikiem do barona von Falkenhausena.
W drugiej połowie XIX w. letnicy, którzy odwiedzali pobliskie Piszkowice i tamtejszy pałac udawali się do sąsiądujących z nimi Suszyny i Mrówieńca na spacer połączony często z poszukiwaniem kamieni szlachetnych. W okresie dwudziestolecia międzywojennego Suszyna była znanym letniskiem (niem. Luftkurort, określenie polskie to „stacja klimatyczna”). Letniskowa funkcja wsi utrwaliła się wtedy na dobre. W małej wsi funkcjonowały dwa hotele (jeden w Mrówieńcu), 3 sklepy (jeden w Mrówieńcu) i poczta (u kowala). Wśród rzemieślników działali tutaj: kowal, kołodziej, stolarz i jeden rzeźbiarz w drewnie.
W tym też okresie Suszyna była szybowiskiem górskim, działała tu szkółka szybowcowa.
Po ukończeniu studiów, objął tu w 1930 roku swoją pierwszą posadę nauczycielską Alois Bartsch (1902–1982), niemiecki nauczyciel, pisarz, dokumentalista ziemi kłodzkiej.

## Demografia
Po 1945 osiedlili się tu Polacy, według danych z 1947 roku najwięcej przybyło ich z województwa krakowskiego – 203, oraz z Kresów: z lwowskiego – 83 i tarnopolskiego – 66. Wieś utraciła funkcje letniskowe. Lotnisko i szkoła szybowcowa uległy dewastacji (w budynku szkoły działała wiejska świetlica). Wieś jednak częściowo się wyludniła, ma obecnie charakter wyłącznie rolniczy. Według Narodowego Spisu Powszechnego (III 2011 r.) liczyła 233 mieszkańców.

## Wieża widokowa
W grudniu 2014 w miejscowości wybudowano 27-metrową wieżę widokową. Na 22. metrze znajduje się platforma widokowa. Budowa wieży dofinansowana została z Programu Operacyjnego Współpracy Transgranicznej Republika Czeska – Rzeczpospolita Polska 2007–2013 w ramach projektu pod nazwą „Miejsca pełne widoków w Euroregionie Glacensis”. Widok obejmuje Szczeliniec Wielki, Broumowskie Ściany, masyw Wielkiej Sowy aż do Przełęczy Jugowskiej, Góry Bardzkie i Masyw Śnieżnika. Wieża kosztowała 1,1 mln złotych.

## Szlaki turystyczne
Gorzuchów – Suszyna – Raszków – Wambierzyce